# Єфімов Микола Пилипович
Мико́ла Пили́пович Єфі́мов (нар. 1897, Радомишль — пом. 1936, Київ) — український науковець, професор, ректор Київського політехнічного інституту.

## Біографія
Народився 1897 року в м. Рівне. З 16-річного віку брав участь у революційній діяльності. Під час громадянської війни воював у дивізії Миколи Щорса.
У 1930 році закінчив Харківський технологічний інститут.
З 1930 по 1934 рр. — ректор Харківського політехнічного інституту.
З 1934 по 1936 рр. — Директор Київського індустріального інституту
Знаний організатор вищої школи в Україні.
29 грудня 1936 року був заарештований і репресований. Звинувачений у належності до "троцькістсько-терористичної організації на Україні". 28 березня 1937 року в закритому режимі відбулося судове засідання Військової колегії Верховного Суду СРСР в Москві, одразу після якого обвинуваченого було розстріляно. Реабілітований у 1958 році.